# Bücker Bü 131 Jungmann
Bücker Bü 131 Jungmann, tyskt skolflygplan (biplan) från 1930-talet.
Planet designades av Bückers svenske chefsingenjör Anders Johan Andersson, som följde med Carl Clemens Bücker till Tyskland efter att Svenska Aero gick i konkurs 1932.  Planet var av en blandad stål-, trä- och tyg-konstruktion. Testflygningarna visade att planet var en lyckad design och planet såldes både till civila flygskolor och till Luftwaffe, flera plan gick även på export till bland annat Ungern och Rumänien, dessutom tillverkades de på licens i bland annat Schweiz och Japan.
Under kriget användes planet förutom som skolflygplan även för att om nätterna terrorisera de sovjetiska linjerna med 1 och 2 kilos bomber. Planet överlevde kriget och så sent som på 1950-talet tillverkade tjeckoslovakiska Aero fortfarande modellen under beteckningen C.4.

## Varianter
- Bü 131A, första produktionsversionen utrustad med en Hirth HM 60R-motor på 60 kW (80 hk)
- Bü 131B, en förbättrad variant med en kraftfullare Hirth HM 504A-2-motor
- Bü 131C, experimentell variant försedd med en Cirrus Minor-motor på 67 kW (90 hk), inga exemplar förutom testplan tillverkades av denna variant.